# الوطن (روزنامه کویتی)
الوطن (عربی: الوطن) یکی از اولین روزنامه کویتی، متعلق به شیخ علی الخلیفه العذبی الصباح است. برای اولین بار در ۵ ژوئن ۱۹۶۲ به عنوان هفته نامه منتشر می‌شد و در ۱۷ ژانویه ۱۹۷۴ به شکل روزنامه منتشر شد و در ۱۹ ژانویه ۲۰۱۵ توقیف گردید.

## هیئت تحریریه
- سردبیر: شیخ خلیفه علی الخلیفه العذبی الصباح
- معاون سردبیر: ولید جاسم الجاسم

## تاریخچه
اولین شماره آن در ۶ مه ۱۹۶۲ به‌عنوان یک هفته نامه سیاسی منتشر شد و سردبیر آن احمد العامر بود. روزنامه الوطن کویت، از اولین روزنامه‌های کویت و کشورهای حاشیه خلیج فارس است که توسط انتشارات الوطن چاپ و منتشر می‌شد. این روزنامه به موضوعات محلی، سیاسی، اقتصادی، ورزشی و اجتماعی می‌پرداخت و در سال ۱۹۵۸ تأسیس شد و مواضع سیاسی و علیه دولت داشت، و توانست در آخرین نظرسنجی انجام شده توسط مجله فوربز، مقام دوم را در میان وب سایت‌های عربی کسب کند.